# للاند مریل
للاند مریل (انگلیسی: Leland Merrill; ۴ اکتبر ۱۹۲۰ – ۲۸ ژوئیهٔ ۲۰۰۹) کشتی‌گیر اهل ایالات متحده آمریکا بود.